# NR5A1
NR5A1 (англ. Nuclear receptor subfamily 5 group A member 1) – білок, який кодується однойменним геном, розташованим у людей на короткому плечі 9-ї хромосоми. Довжина поліпептидного ланцюга білка становить 461 амінокислот, а молекулярна маса — 51 636.
| 10         |  | 20         |  | 30         |  | 40         |  | 50         |
| ---------- |  | ---------- |  | ---------- |  | ---------- |  | ---------- |
| MDYSYDEDLD |  | ELCPVCGDKV |  | SGYHYGLLTC |  | ESCKGFFKRT |  | VQNNKHYTCT |
| ESQSCKIDKT |  | QRKRCPFCRF |  | QKCLTVGMRL |  | EAVRADRMRG |  | GRNKFGPMYK |
| RDRALKQQKK |  | AQIRANGFKL |  | ETGPPMGVPP |  | PPPPAPDYVL |  | PPSLHGPEPK |
| GLAAGPPAGP |  | LGDFGAPALP |  | MAVPGAHGPL |  | AGYLYPAFPG |  | RAIKSEYPEP |
| YASPPQPGLP |  | YGYPEPFSGG |  | PNVPELILQL |  | LQLEPDEDQV |  | RARILGCLQE |
| PTKSRPDQPA |  | AFGLLCRMAD |  | QTFISIVDWA |  | RRCMVFKELE |  | VADQMTLLQN |
| CWSELLVFDH |  | IYRQVQHGKE |  | GSILLVTGQE |  | VELTTVATQA |  | GSLLHSLVLR |
| AQELVLQLLA |  | LQLDRQEFVC |  | LKFIILFSLD |  | LKFLNNHILV |  | KDAQEKANAA |
| LLDYTLCHYP |  | HCGDKFQQLL |  | LCLVEVRALS |  | MQAKEYLYHK |  | HLGNEMPRNN |
| LLIEMLQAKQ |  | T          |  |            |  |            |  |            |

A: Аланін

C: Цистеїн

D: Аспарагінова кислота

E: Глутамінова кислота

F: Фенілаланін

G: Гліцин

H: Гістидин

I: Ізолейцин

K: Лізин

L: Лейцин

M: Метіонін

N: Аспарагін

P: Пролін

Q: Глутамін

R: Аргінін

S: Серин

T: Треонін

V: Валін

W: Триптофан

Кодований геном білок за функціями належить до рецепторів, активаторів, фосфопротеїнів. 
Задіяний у таких біологічних процесах, як транскрипція, регуляція транскрипції, ацетилювання. 
Білок має сайт для зв'язування з ліпідами, іонами металів, іоном цинку, ДНК. 
Локалізований у ядрі.